# Смелянский сахарный завод
Смелянский сахарный завод — предприятие пищевой промышленности в городе Смела Смелянского района Черкасской области Украины.

## История

### 1838—1917
Два свеклосахарных завода на окраине местечка Смела Черкасского уезда Киевской губернии Российской империи построил в 1838 году граф А. А. Бобринский. В 1840 году здесь же был построен механический завод, который изготавливал оборудование для сахарных заводов, сельхозинструменты и иные металлоизделия.
В 1842 году при сахарных заводах открылась больница.
До 1861 года на заводах работали крепостные крестьяне (в 1846 году тысяча человек была закуплена в Сумском уезде, ещё тысячу Бобринский купил в Саратовской губернии), которые жили в бараках при заводах и получали продуктовый паёк и шесть рублей в месяц (сезонные рабочие из местных крестьян получали по три рубля в месяц).
После строительства через Смелу железной дороги объёмы производства сахара начали расти, а география сбыта — расширяться. В 1880 годы на заводе внедрили прогрессивный для того времени диффузионный способ получения сока сахарной свеклы, в 1890е годы установили на заводе электромоторы.
В 1898 году свеклосахарный завод имел 575 рабочих и произвёл 197 000 пудов сахарного песка на сумму 492 885 рублей. Второй завод был превращён в рафинадный завод, изготавливавший сахар-рафинад (в 1898 году он имел 375 рабочих и произвёл 104 795 пудов рафинада на сумму 287 835 рублей).
Начавшийся в 1900 году экономический кризис осложнил положение рабочих сахарных заводов и в октябре 1901 года они начали крупную забастовку, которую возглавил слесарь В. Клочко. Свеклосахарный завод не работал четыре дня, рафинадный — три дня, прежде чем в Смелу прибыли войска и выступление подавили. Клочко был приговорён к вечной каторге.
В ходе первой русской революции в июне 1905 года первыми начали забастовку рабочие рафинадного завода, а во время всеобщей стачки 14-18 октября 1905 года рабочие промышленных предприятий Смелы выдвинули требование установить 8-часовой рабочий день. Следующая забастовка рабочих сахарных заводов продолжалась с 6 до 18 декабря 1905 года и была подавлена прибывшими войсками.
После начала первой мировой войны в 1914 году в связи с мобилизацией мужчин призывного возраста в действующую армию и сокращением посевов сахарной свеклы объемы производства сахара на заводах снизились, основная часть выпущенного сахара продавалась военному ведомству.
В октябре 1915 года рабочие рафинадного завода два дня бастовали, в результате заводовладельцы были вынуждены пойти на уступки и повысить им зарплату.
В мае 1917 года на рафинадном заводе возникла группа РСДРП(б), позднее на рафинадном заводе началось формирование отряда Красной гвардии.

### 1918—1991
12 (25) ноября 1917 года на волостном съезде Советов было принято решение о установлении Советской власти в Смеле и волости, однако уже 1 марта 1918 года Смелу оккупировали австрийско-немецкие войска, которые оставались здесь до ноября 1918 года. В дальнейшем, до 9 января 1920 года селение оставалось в зоне боевых действий гражданской войны. Позже заводы восстановили.
В 1921 году началась ликвидация неграмотности и при предприятии был открыт заводской клуб.
В марте 1923 года Смела стала районным центром, а в 1926 году получила статус города районного подчинения, что способствовало её развитию как промышленного центра. Для подготовки квалифицированных рабочих ещё в феврале 1923 года при рафинадном заводе открыли курсы фабрично-заводского обучения, а в 1925 году в Смеле начал работу техникум сахарной промышленности (в дальнейшем получивший название механико-технологический техникум сахарной промышленности им. 15-летия ЛКСМУ).
В ходе Великой Отечественной войны 4 августа 1941 года город был оккупирован немецкими войсками. Советские подпольщики неоднократно совершали диверсии на обеих сахарных заводах. 29 января 1944 город освободили советские войска, но отступавшие гитлеровцы полностью разрушили сахарные заводы.
В соответствии с четвёртым пятилетним планом восстановления и развития народного хозяйства СССР было принято решение о восстановлении одного сахарного завода и ещё до конца 1949 года Смелянский сахарный завод начал работу.
В период с 1950 до 1970 года производственные процессы на сахарном заводе были механизированы и его производительность увеличилась почти вдвое. Позднее на базе завода был создан Смелянский сахарный комбинат.
В целом, в советское время сахарный комбинат входил в число ведущих предприятий города.

### После 1991
После провозглашения независимости Украины комбинат перешёл в ведение Государственного комитета пищевой промышленности Украины. В дальнейшем, государственное предприятие было преобразовано в открытое акционерное общество.
Помимо сахара, Смелянский сахарный комбинат и Харьковский завод пищевых кислот производили лимонную кислоту. В 2006 году харьковский завод прекратил выпуск лимонной кислоты, и Смелянский сахарный комбинат остался единственным производителем лимонной кислоты на территории Украины.
В 2007 году комбинат произвёл 2,2 тыс. т сахара, 423 тонн лимонной кислоты, а также 17,35 тыс. т жома и 1 тыс. т мелассы, но начавшийся в 2008 году экономический кризис (сокративший спрос на сахар у предприятий пищевой промышленности) и вступление Украины в ВТО (после которого в страну был разрешён импорт сахара-сырца по льготной таможенной ставке) осложнили положение предприятия.
В июле 2010 года обращение акций ОАО «Смелянский сахарный комбинат» было остановлено, в дальнейшем предприятие было реорганизовано в общество с ограниченной ответственностью Смелянский сахарный завод.
В 2015 году завод был закрыт и его оборудование начали разбирать на металлолом. В апреле 2019 года завод был признан банкротом.